# فورباخ
فورباخ (به آلمانی: Vorbach) یک شهر در آلمان است که در نویشتادت ان در والدناب واقع شده‌است. فورباخ ۱٬۰۵۷ نفر جمعیت دارد.